# Dražica (Borovnica)
Dražica (Duits: Draschitz) is een plaats in Slovenië en maakt deel uit van de gemeente Borovnica in de NUTS-3-regio Osrednjeslovenska. De plaats telde 97 inwoners op 1 januari 2020.

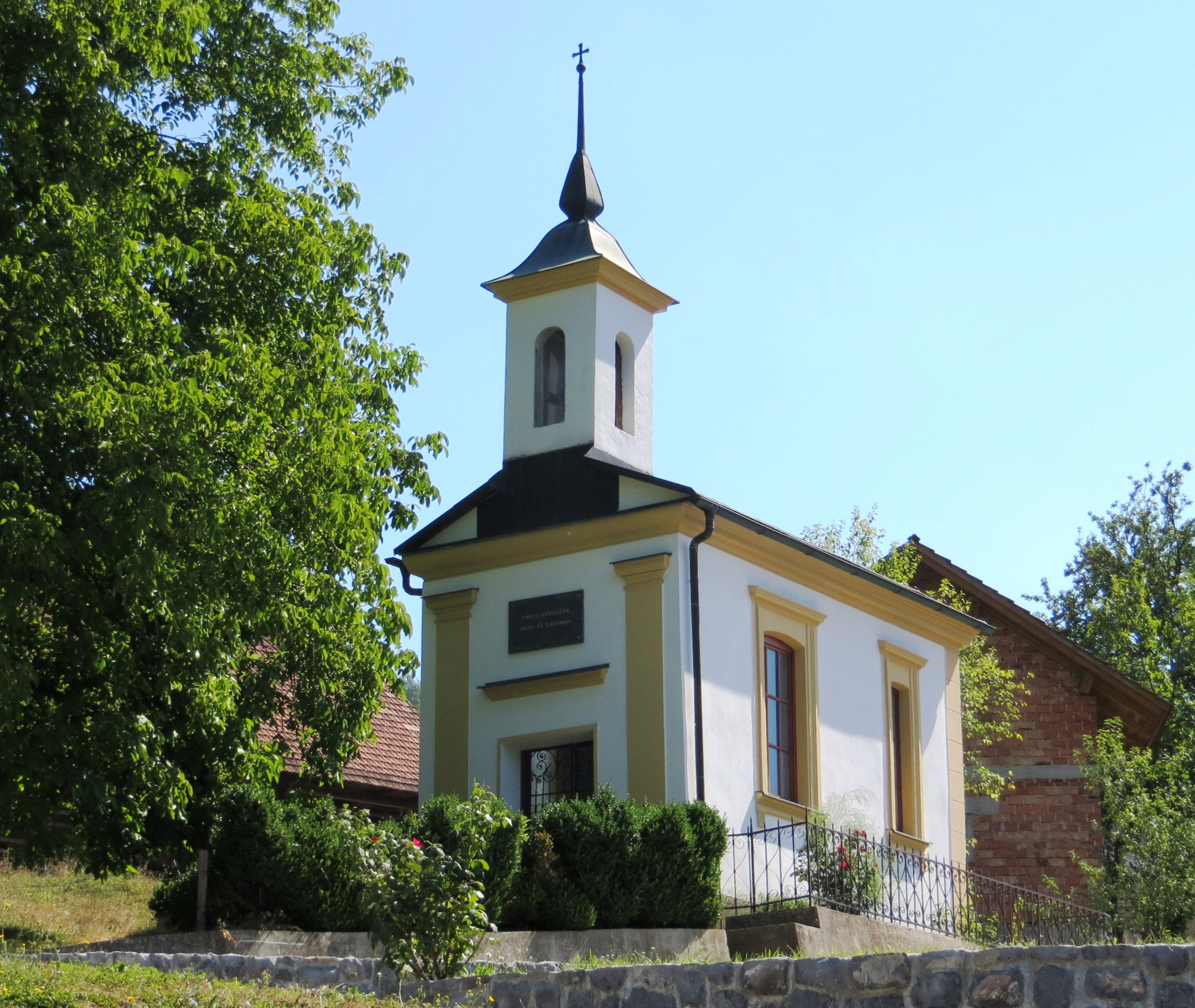
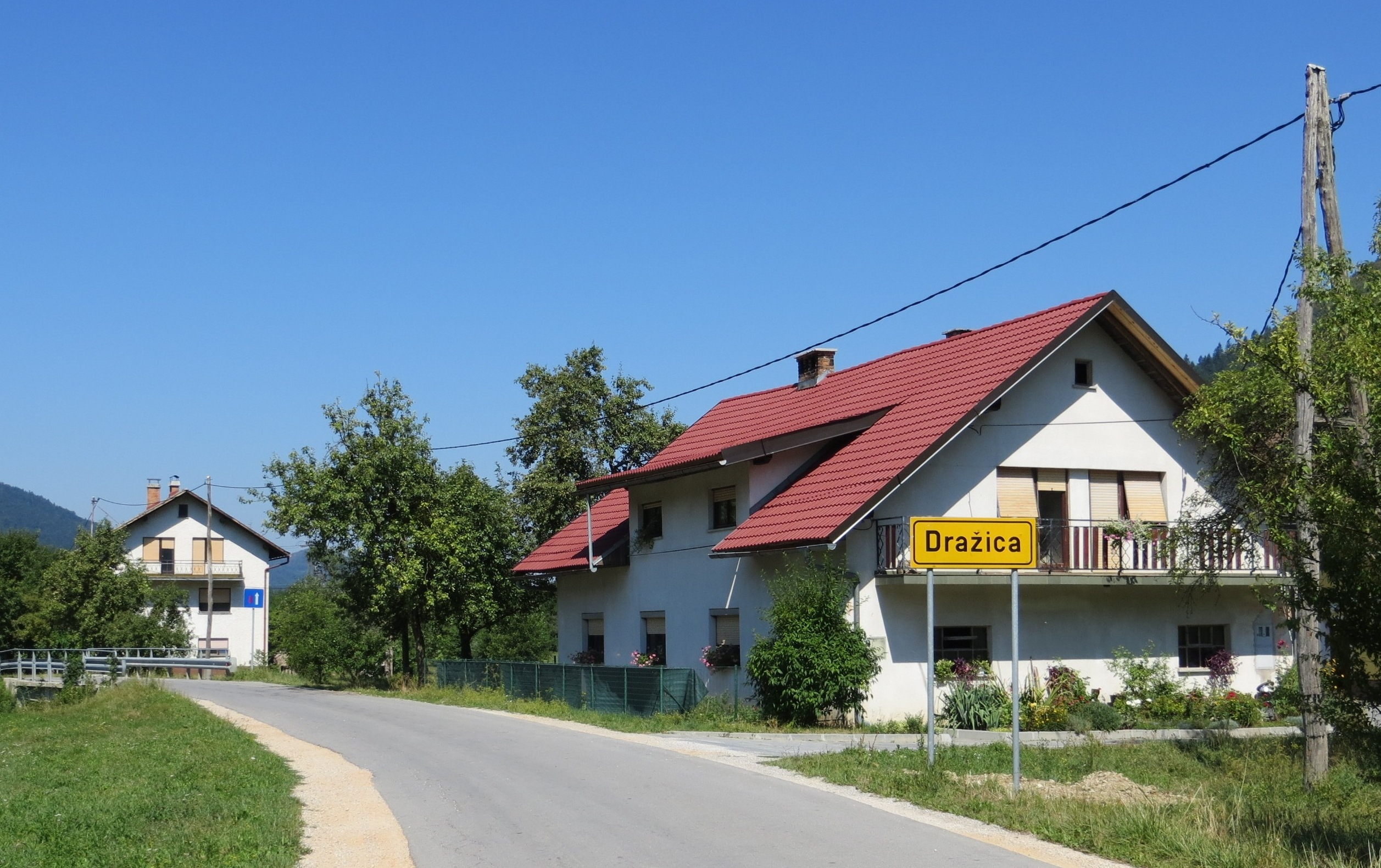